# 台湾风丫蕨
台湾风丫蕨（学名：Coniogramme taiwanensis）为裸子蕨科凤丫蕨属下的一个种。台灣台北有分佈。台湾风丫蕨的植株高85厘米。叶柄长32厘米。叶片长约55厘米，宽约25厘米。

## 扩展阅读
- 維基物種上的相關：台湾风丫蕨